# Yves Baradat
Pour les articles homonymes, voir Baradat.
Yves Baradat, né le 13 juin 1926 à Issor (Basses-Pyrénées) et mort le 13 septembre 2007 à Pau (Pyrénées-Atlantiques), est une personnalité marquante de la vie locale de Pau, connu pour son engagement en tant que résistant, homme politique et dirigeant sportif. Il a joué un rôle crucial dans la vie de la ville en tant qu’adjoint au maire, président de la Section paloise, et fervent défenseur des intérêts locaux.

## Biographie

### Jeunesse et formation
Yves Baradat naît le 13 juin 1926 à Issor, dans une famille profondément impliquée dans la Résistance. Son père est Honoré Baradat, figure béarnaise de la Résistance. Il est diplômé du lycée Louis-Barthou, où il excelle dans le sport, notamment dans l'athlétisme, en tant que champion et recordman des Pyrénées et de Béarn-Côte basque dans plusieurs disciplines.
Sa passion pour le rugby commence à la Section paloise, où il évolue dans les équipes de jeunes, avant de se tourner vers une carrière administrative au sein du club. Il se distingue également en pelote basque et tennis.

### Carrière
Yves Baradat commence sa carrière professionnelle en 1947 dans l'administration de l'enregistrement et des domaines, aujourd'hui direction générale des Impôts, où il terminera en tant que chef de centre à Tarbes en 1986. Sa fidélité à Pau le pousse à refuser plusieurs avancements importants.
En 1968, il entre au comité directeur de la Section paloise, avant de devenir président général de 1976 à 1991. Il démissionne et laisse son poste à Yves Tour.
En politique, il se distingue en tant que conseiller municipal dès 1971, puis adjoint au maire aux côtés d'André Labarrère de 1977 à 1995. Il est réputé proche de François Mitterrand. Il a joué un rôle essentiel dans de nombreux projets locaux, notamment la modernisation de l’hippodrome du Pont-Long.

### Engagements et réalisations
Yves Baradat est également connu pour son engagement dans la Résistance française durant la Seconde Guerre mondiale. Il participe activement à des missions de distribution de tracts, de liaison et d'attaques contre les troupes allemandes. Il est décoré de la Croix de guerre à la Libération et fait officier de la Légion d’honneur en 2001.

### Vie personnelle et décès
Yves Baradat est père de deux fils et d'une fille. Il meurt le 13 septembre 2007 à Pau.

### Postérité
La ville a baptisé des bâtiments en son honneur et le « prix Yves-Baradat » est disputé sur l’hippodrome du Pont-Long.

## Décorations
- Officier de la Légion d'honneur (2001)[15]